# Le Trombone du diable
Le Trombone du diable (titre original : The Mystery of the Moaning Cave) est un roman de William Arden paru en 1968 aux États-Unis, faisant partie de la série policière pour adolescents Les Trois Jeunes Détectives.
Traduit par Claude Voilier, avec des illustrations de Jacques Poirier, le roman est paru une première fois en France en 1973, puis en 1998 dans le cadre d'une réédition.
La rédaction du roman fut attribuée à Alfred Hitchcock pour des motifs publicitaires et de marketing dans les éditions de 1968 à 1980.

## Résumé
« Les trois jeunes détectives » (Hannibal, Peter et Bob) sont en vacances en Californie, au Ranch Sauvage de Jeff Valton et de sa femme, près de la ville fictive de Santa Clara . Ils y font la connaissance du shérif local, de Luke Herdin (régisseur du ranch et employé des Valton), du professeur Welch (historien) et des ouvriers Konrad et Hans. Le professeur Welch leur raconte la légende d'El Diablo, jeune hors-la-loi qui se serait serait réfugié en 1888 dans la Montagne Cornue. La montagne recèlerait aussi un « Monstre souterrain ».
Les trois adolescents s'amusent à explorer les environs. Ils explorent notamment, dans la Vallée-qui-pleure, la Montagne Cornue. Ils rencontrent aux abords de la montagne Castro Cardigo, tombé de cheval en raison des mugissements de l'entrée d'une caverne.
Lors de leur deuxième venue, ils explorent la caverne où ils rencontrent Ben Jackson et Waldo Turner, deux vieux prospecteurs et chercheurs de filons d'or.
Lors de leur troisième venue, ils continuent leur exploration et y rencontrent un homme dont les traits d'un masque ressemblent au El Diablo de la légende. L'homme les fait prisonniers mais ils parviennent plus tard à se libérer. Ils continuent leur exploration et arrivent à un lac souterrain. En surgit le « Monstre » : un sous-marin de poche de la marine américaine dirigé par le commandant Paul Crane qui procède à des entraînements. Continuant l'exploration, ils découvrent le squelette du vrai El Diablo : le jeune homme était apparemment mort de faim et de soif. Ils surprennent ensuite Ben Jackson et Waldo Turner qui semblent avoir découvert un filon aurifère ou diamantifère. Ils se rendent compte que les mugissements qui effraient hommes et chevaux à l'entrée de la caverne sont une sorte de signal d'alarme qui alerte les deux prospecteurs lorsque des curieux arrivent tout près de la caverne.
Un homme arrive. C'est Sam Gregson, un détective privé qui recherche un voleur astucieux qui a volé des diamants dans le Nevada. On ne connaît pas le visage du voleur, Lalo Schmidt. Serait-il possible que l'un des deux prospecteurs soit le voleur ? La réponse est négative, puisque Lalo Schmidt, affublé d'un masque qui cache ses traits, surgit et s'empare des diamants que les deux prospecteurs croyaient avoir découvert. En fait c'est Schmidt qui avait caché les diamants dans la caverne. Schmidt s'enfuit avec le sac contenant les diamants.
Les trois détectives, accompagnés de Sam Gregson puis du shérif du comté, se rendent au Ranch Sauvage. Hannibal Jones a découvert qui se cache derrière le masque du voleur : c'est le professeur Welch, sur qui l'on retrouve le sac de diamants volés.
Dans l'épilogue, les trois aventuriers sont remerciés par Alfred Hitchcock. Hannibal Jones répond aux questions laissées en suspens (sauf la partie de l'aventure concernant le sous-marin de poche : les adolescents avaient promis d'en garder le secret). Toute l'affaire est éclaircie.

## Remarques
- C'est la première participation de William Arden à la série des Trois jeunes détectives.
- La thématique est semblable à celle de L'Épée qui se tirait (The Mystery of the Headless Horse de 1977 (France: 1985)), écrit par William Arden également.
- Dans la traduction française du roman, il n'y aucune mention d'un « trombone », un fusil du Moyen Âge peu précis. Les protagonistes utilisent des fusils, des revolvers et des pistolets. Si on considère que le titre fait référence à l'instrument de musique « trombone », cela peut faire référence aux mugissements du vent lorsque humains et animaux s'approchent de l'entrée de la caverne.